# IBAFインターコンチネンタルカップ
IBAFインターコンチネンタルカップ（Intercontinental Cup）は、IBAF（国際野球連盟）が主催していた野球の国際公式戦の一つ。

## 概要
1973年創設。1999年までは2年ごとに開催され、それ以降は4年ごとの開催となっていた。
2011年にIBAFは野球ナショナルチームの国際大会の編成見直しを行うことになり、IBAFワールドカップ共々この大会を廃止。新たに「ワールド・ベースボール・クラシック」（WBC）を世界選手権と位置づけ、これとは別に「WBSCプレミア12」という国際大会を組むことになった。

## 歴代大会結果
| 開催年      | 回 | 開催国           | 決勝戦         | 決勝戦       | 3位決定戦            | 3位決定戦            |
| 開催年      | 回 | 開催国           | 優勝           | 準優勝       | 3位                  | 4位                  |
| ----------- | -- | ---------------- | -------------- | ------------ | -------------------- | -------------------- |
| 1973年      | 1  | イタリア         | 日本           | プエルトリコ | アメリカ             | ニカラグア           |
| 1975年      | 2  | カナダ           | アメリカ       | 日本         | ニカラグア           | カナダ               |
| 1977年      | 3  | ニカラグア       | 韓国           | アメリカ     | 日本                 | ニカラグア           |
| 1979年      | 4  | キューバ         | キューバ       | 日本         | アメリカ             | ニカラグア           |
| 1981年      | 5  | カナダ           | アメリカ       | キューバ     | ドミニカ共和国       | 韓国                 |
| 1983年      | 6  | ベルギー         | キューバ       | アメリカ     | チャイニーズタイペイ | オランダ             |
| 1985年      | 7  | カナダ           | キューバ       | 韓国         | 日本                 | チャイニーズタイペイ |
| 1987年      | 8  | キューバ         | キューバ       | アメリカ     | 日本                 | チャイニーズタイペイ |
| 1989年      | 9  | プエルトリコ     | キューバ       | 日本         | プエルトリコ         | 韓国                 |
| 1991年      | 10 | スペイン         | キューバ       | 日本         | ニカラグア           | チャイニーズタイペイ |
| 1993年      | 11 | イタリア         | キューバ       | アメリカ     | 日本                 | ニカラグア           |
| 1995年      | 12 | キューバ         | キューバ       | 日本         | ニカラグア           | 韓国                 |
| 1997年 詳細 | 13 | スペイン         | 日本           | キューバ     | オーストラリア       | アメリカ             |
| 1999年 詳細 | 14 | オーストラリア   | オーストラリア | キューバ     | 日本                 | アメリカ             |
| 2002年 詳細 | 15 | キューバ         | キューバ       | 韓国         | ドミニカ共和国       | チャイニーズタイペイ |
| 2006年 詳細 | 16 | 中華民国（台湾） | キューバ       | オランダ     | チャイニーズタイペイ | 日本                 |
| 2010年 詳細 | 17 | 中華民国（台湾） | キューバ       | オランダ     | イタリア             | チャイニーズタイペイ |

本来の2002年大会の3位決定戦は「パナマ - ドミニカ共和国」というカードであり、雨天中止で再試合の予定が組まれていたが、大会後にパナマの選手から禁止薬物の反応があり、パナマは失格となって残りの国の順位が繰上げとなった。3位決定戦の再試合も中止となった。